# Prenosna plast
Transportna ali prenosna plast je vmesnik med aplikacijsko in omrežno plastjo. Opravlja izvedbo prenosa podatkov med računalniškimi sistemi. Sprejema zahteve aplikacijske plasti in jih izvršuje s pomočjo omrežnega sloja in je tako vmesnik med informacijskim sistemom in omrežjem. Sejni plasti zagotavlja storitve popolnega transportnega kanala. Prenosni sloj zagotavlja transparentnost prenosa, odpravljanje napak, kontrolo pretoka... Med najbolj znane implementacije transportne plasti spada protokol TCP.

## Funkcionalnosti transportne plasti
- Povezavno orientirana komunikacija (connection oriented communication)

Pred komuniciranjem dveh točk, se vzpostavi povezava.
- Prenos/prejem paketov v originalnem vrstnem redu

Transportna plast zagotavlja, da paketi prispejo v končno točko v istem vrstnem redu kot so bili poslani.
- Konsistentnost prejetih paketov

S pomočjo sistemov in algoritmov za iskanje/odpravljanje napak, transportni sloj zagotavlja, da so prispeli paketi konsistentni.
- Kontrola pretoka

Ker so tehnološki viri omejeni, mora prenosna plast skrbeti za regulirano pošiljanje paketov in s tem preprečiti preobremenjevanje postaj s prometom.
- Kontrola zasičenja

V kolikor kontrola pretoka ni efektivna, je treba nastalo situacijo (zasičenje) odpraviti, zato je ena izmed nalog transportnega sloja tudi ta, da poskrbi za razrešitev zasičenja postaj.
- Prenosni sloj definira tudi pojem vrat